# Ylvie Runggaldier
Ylvie Runggaldier (* 20. März 1976) ist eine ehemalige italienische Skirennläuferin.

## Karriere
Runggaldier stammt ursprünglich aus St. Ulrich in Gröden. Ihr Weltcupdebüt feierte sie am 15. Januar 1994 beim Super-G von Cortina d’Ampezzo, wobei sie als 55. die Weltcuppunkte deutlich verpasste. Wenige Wochen später belegte sie Rang 17 in der Abfahrt bei den Juniorenweltmeisterschaften in Lake Placid.
In den darauffolgenden Jahren startete sie hauptsächlich bei Europacup sowie FIS-Rennen, wobei größere Erfolge jedoch ausblieben. 1997 gewann sie bei den italienischen Meisterschaften Bronze in der Abfahrt hinter Bibiana Perez und Isolde Kostner.
Ihr letztes internationales Rennen bestritt Runggaldier am 16. April 1998 in Sestriere.

## Privates
Runggaldier ist mit der ehemaligen Skirennläufer Alan Perathoner verheiratet. Der gemeinsame Sohn Max Perathoner ist ebenfalls als Skirennläufer aktiv.

## Erfolge

### Juniorenweltmeisterschaften
- Lake Placid 1994: 17. Abfahrt

### Europacup
- 2 Platzierungen unter den besten 5, davon ein Podestplatz

### Far East Cup
- 3 Platzierungen unter den besten 5, davon ein Podestplatz

### Weitere Erfolge
- 6 Siege bei FIS-Rennen
- Bronze bei den italienischen Meisterschaften in der Abfahrt (1997)